# Атлантски тити
Атлантски тити (лат. Callicebus personatus) је врста примата (Primates) из породице Pitheciidae. 

## Распрострањење
Ареал врсте је ограничен на источни део Бразила, јужно од Амазона.

## Станиште
Станишта врсте су шуме, поља риже и речни екосистеми. 

## Угроженост
Ова врста титија сматра се рањивом у погледу угрожености врсте.